# Kjell Carlström

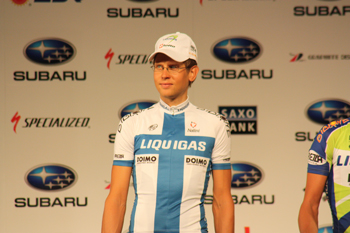
En 2009.

Kjell Carlström, né le 18 octobre 1976 à Borgå, est un coureur cycliste et dirigeant d'équipe finlandais. Professionnel de 2002 à 2011, il a été 4 fois champion de Finlande sur route en 2000, 2004, 2009 et 2011. Il a également été vainqueur d'étape de Paris-Nice en 2008. Il a terminé deuxième de la huitième étape du Tour de France 2006 entre Saint-Méen-le-Grand et Lorient. Il met fin à sa carrière à l'issue de la saison 2011, faute d'avoir trouvé un nouveau contrat. Il est actuellement manager général de l'équipe Israel Cycling Academy.

## Palmarès
- 1994
  - 3e du championnat de Finlande du contre-la-montre juniors
  - 3e du championnat des Pays nordiques du contre-la-montre par équipes juniors
- 1997
  - 2e du championnat de Finlande sur route
- 1998
  - 2e du championnat de Finlande sur route
- 1999
  - Tour de Serbie :
    - Classement général
    - 5e étape

  - 2e du Grand Prix de la Tomate
- 2000
  -  Champion de Finlande sur route
  - Saaremaa Velotuur
- 2001
  -  Champion de Finlande du critérium
- 2002
  - 3e du championnat de Finlande sur route
- 2003
  - Saaremaa Velotuur
  - 7e étape du Tour du Queensland
  - 2e du championnat de Finlande sur route
  - 2e du championnat de Finlande du contre-la-montre
  - 3e du Tour du lac Majeur
- 2004
  -  Champion de Finlande sur route
  - Uniqa Classic :
    - Classement général
    - 2e étape
- 2005
  - 3e étape de l'Uniqa Classic
- 2006
  - 7e étape du Tour de Tasmanie
  - 2e du Tour de Tasmanie
  - 3e de la Melbourne to Warrnambool Classic
- 2007
  - 2e du championnat de Finlande sur route
- 2008
  - 3e étape de Paris-Nice
  - 2e du Championnat de Finlande sur route
  - 3e de la Klasika Primavera
  - 7e du Tour Down Under
  - 9e du Tour de Pologne
- 2009
  -  Champion de Finlande sur route
- 2010
  - 2e du championnat de Finlande sur route
- 2011
  -  Champion de Finlande sur route

## Résultats sur les grands tours

### Tour de France
- 2005 : 141e
- 2006 : 132e
- 2007 : 76e

### Tour d'Italie
- 2008 : 123e
- 2009 : 62e
- 2011 : 133e

### Tour d'Espagne
- 2006 : 120e
- 2009 : 91e
- 2010 : non-partant (8e étape)[1]